# City of Swan
City of Swan is een Local Government Area (LGA) in Australië in de staat West-Australië in de agglomeratie van Perth. City of Swan telde 152.974 inwoners in 2021. De hoofdplaats is Midland.